# フィリッポ・ロマーニャ
フィリッポ・ロマーニャ（Filippo Romagna, 1997年5月26日 - ）は、イタリア・マルケ州ファーノ出身のサッカー選手。セリエA・USサッスオーロ・カルチョ所属。ポジションはディフェンダー。

## 経歴

### クラブ
2011年に国内屈指の強豪であるユヴェントスFCの下部組織に加入する。2013年には下部組織内での最上位に位置するプリマヴェーラへと昇格し、ここではキャプテンも務めた。
2016年8月29日、出場機会を得る為に、セリエBのノヴェーラ・カルチョへとレンタルされ、10月22日のUSアヴェッリーノ1912戦でプロデビュー並びにセリエB初出場を飾った。
2017年1月31日、同じくセリエBのブレシア・カルチョへレンタルされた。
2017年7月28日、セリエAのカリアリ・カルチョへ移籍し、5年契約を結んだ。